# Championnats d'Europe de char à voile 1992
Navigation
1991 1993
Les 30e championnats d'Europe de char à voile 1992, organisés par le pays hôte sous l'égide de la fédération internationale du char à voile, se sont déroulés à Lytham St Annes en Angleterre,.

## Podium
| Épreuve  | Or                     | Argent           | Bronze          |
| -------- | ---------------------- | ---------------- | --------------- |
| Classe 2 | John Andrews           | Pascal Demuysere | Henri Demuysere |
| Classe 3 | Bertrand Lambert       | Dough Nicholls   | Jan Leye        |
| Classe 5 | Jean Philippe Krischer | Tadeg Normand    | M. Sidey        |

| Épreuve  | Or                    | Argent       | Bronze         |
| -------- | --------------------- | ------------ | -------------- |
| Classe 5 | Caroline Saint Venant | Paula Arnold | Myriam Becquet |

## Tableau des médailles par nation
| Rang | Nation      | Or | Argent | Bronze | Total |
| ---- | ----------- | -- | ------ | ------ | ----- |
| 1    | France      | 2  | 1      | -      | 3     |
| 2    | Royaume-Uni | 1  | 1      | 1      | 3     |
| 3    | Belgique    | -  | 1      | 2      | 3     |

| Rang | Nation      | Or | Argent | Bronze | Total |
| ---- | ----------- | -- | ------ | ------ | ----- |
| 1    | France      | 1  | -      | 1      | 2     |
| 2    | Royaume-Uni | -  | 1      | -      | 1     |